# Sergio De Gregorio
Sergio De Gregorio (ur. 16 września 1960 w Neapolu) – włoski polityk, dziennikarz, senator, założyciel ruchu Włosi w Świecie.

## Życiorys
Ukończył studia z zakresu turystyki. Od końca lat 70. pracował jako dziennikarz. Prowadził programy radiowe w stacjach Rai Radio Uno i Rai Radio Due. Pisał dla gazety "Paese Sera". Później podjął współpracę z kanałem telewizyjnym Rai Due. Był korespondentem programu informacyjnego "TG2", przekazywał relacje z konfliktów m.in. w Rwandzie, Iraku i Libanie. Był też związany z kanałem satelitarnym Włosi w Świecie (Italiani nel Mondo Channel).
Początkowo sympatyzował w centroprawicą. W 1994 wstąpił do Forza Italia, w 2000 założył stowarzyszenie Włosi w Świecie, w 2005 kandydował w wyborach regionalnych z listy Chrześcijańska Demokracja dla Autonomii. W 2006 został redaktorem naczelnym pisma "L'Avanti!", oficjalnej gazety centrolewicowego ugrupowania Włochy Wartości. Doprowadził do przekształcenia IdM w ruch polityczny, w tym samym roku jako kandydat bloku lewicy został wybrany do Senatu XV kadencji.
Wkrótce Sergio De Gregorio przeszedł do opozycji wobec rządu Romano Prodiego. W 2007 podpisał porozumienie swojej partii z Forza Italia, w 2008 uzyskał mandat senatora XVI kadencji z ramienia Ludu Wolności.
W 2012 aresztowany przedsiębiorca Valter Lavitola twierdził, jakoby przejście parlamentarzysty do opozycji w poprzedniej kadencji nastąpiło na skutek przekupstwa za pieniądze wyłożone przez Silvia Berlusconiego. W tym samym roku Sergio De Gregorio został oskarżony o przestępstwa finansowe i początkowo osadzony w areszcie domowym. Ostatecznie Senat w głosowaniu nie wyraził zgody na jego tymczasowe aresztowanie.